# Egerton (Kent)
Egerton is een civil parish in het bestuurlijke gebied Ashford, in het Engelse graafschap Kent met 1073 inwoners.